# Ousmane Camara (calciatore gennaio 2001)
Ousmane Camara (Guinea, 23 gennaio 2001) è un calciatore guineano, attaccante dello Sharjah.

## Carriera
Anche se nato in Guinea, Ousmane Camara, inizia la sua carriera da calciatore professionista in Tunisia con la maglia dello Sfaxien; fa il suo esordio il 24 settembre 2019, nella vittoria per 3-2 contro il JS Kairouan valida per la Championnat de Ligue Professionelle 1 2019-2020.
Nella stagione successiva, quella 2020-2021, il giovane attaccante ha continuato a mostrare progressi con la maglia dello Sfaxien, giocando 8 partite e segnando 3 gol nella Ligue 1 tunisina, facendo inoltre il suo esordio anche in campo internazionale con 2 presenze nella CAF Confederation Cup.
Nell'estate del 2021 si trasferisce negli Emirati Arabi Uniti, firmando un contratto con la squadra dello Sharjah, venendo però girato in prestito, per la prima parte di stagione, ad un'altra squadra della UAE Arabian Gulf League, l' Ittihad Kalba. Esordisce nel campionato emiratino il 21 ottobre 2021, partendo titolare nella partita fra Ittihad Kalba e Al-Uruba e realizzando dopo appena un minuto dall'inizio del match il suo primo goal nella UAE Arabian Gulf League.. 
Dopo l'iniziale e fruttuoso prestito all'Ittihad Kalba, concluso con un bottino di 8 goal in 10 partite giocate, Camara è rientrato allo Sharjah, dove si è riuscito a ritagliare un ruolo all'interno della squadra con la quale ha collezionato nelle due stagioni consecutive ben 79 presenze e realizzato 19 goal. Il 15 aprile 2022 fa il suo esordio in AFC Champions League con la maglia dello Sharjah, partendo titolare nella partita, valida per la terza giornata della fase a gironi dell'edizione 2022, contro i qatarioti dell'Al-Rayyan; gioca nuovamente titolare anche la quinta giornata, contro i sauditi dell'Al-Hilal, realizzando al quinto minuto il goal del momentaneo 1-0, nonché suo primo goal in una competizione internazionale per club.

## Statistiche

### Presenze e reti nei club
Statistiche aggiornate al 21 luglio 2024.
| Stagione        | Squadra         | Campionato      | Campionato | Campionato | Coppe nazionali | Coppe nazionali | Coppe nazionali | Coppe continentali | Coppe continentali | Coppe continentali | Altre coppe | Altre coppe | Altre coppe | Totale | Totale |
| Stagione        | Squadra         | Comp            | Pres       | Reti       | Comp            | Pres            | Reti            | Comp               | Pres               | Reti               | Comp        | Pres        | Reti        | Pres   | Reti   |
| --------------- | --------------- | --------------- | ---------- | ---------- | --------------- | --------------- | --------------- | ------------------ | ------------------ | ------------------ | ----------- | ----------- | ----------- | ------ | ------ |
| 2019-2020       | Sfaxien         | LP1             | 3          | 0          | CdT             | 0               | 0               | -                  | -                  | -                  | -           | -           | -           | 3      | 0      |
| 2020-2021       | Sfaxien         | LP1             | 8          | 3          | CdT             | 0               | 0               | ACC                | 2                  | 0                  | -           | -           | -           | 10     | 3      |
| Totale Sfaxien  | Totale Sfaxien  | Totale Sfaxien  | 11         | 3          |                 | 0               | 0               |                    | 2                  | 0                  |             | -           | -           | 13     | 3      |
| set.-dic.2021   | Ittihad Kalba   | PL              | 6          | 4          | CEAU+CdL        | 1+3             | 1+3             | -                  | -                  | -                  | -           | -           | -           | 10     | 8      |
| dic.2021-2022   | Sharjah         | PL              | 12         | 2          | CEAU+CdL        | 4+1             | 1+1             | ACL                | 2                  | 1                  | -           | -           | -           | 19     | 5      |
| 2022-2023       | Sharjah         | PL              | 26         | 3          | CEAU+CdL        | 5+7             | 1+4             | -                  | -                  | -                  | SCE         | 1           | 0           | 39     | 8      |
| 2023-2024       | Sharjah         | PL              | 23         | 9          | CEAU+CdL        | 1+2             | 0+1             | ACL                | 6                  | 1                  | SCE         | 1           | 1           | 33     | 12     |
| 2024-2025       | Sharjah         | PL              | 18         | 5          | CEAU+CdL        | 2+6             | 1+2             | ACL2               | 12                 | 3                  | -           | -           | -           | 38     | 11     |
| Totale Sharjah  | Totale Sharjah  | Totale Sharjah  | 79         | 19         |                 | 28              | 11              |                    | 20                 | 5                  |             | 2           | 1           | 129    | 36     |
| Totale carriera | Totale carriera | Totale carriera | 94         | 26         |                 | 32              | 15              |                    | 22                 | 5                  |             | 2           | 1           | 150    | 47     |

## Palmarès

### Club

#### Competizioni nazionali
- Coupe de Tunisie: 1

Sfaxien: 2020-2021
- Coppa del Presidente degli Emirati Arabi Uniti: 2

Sharjah: 2021-2022, 2022-2023
- Supercoppa degli Emirati Arabi Uniti: 1

Sharjah: 2022
- UAE Arabian Gulf Cup: 1

Sharjah: 2022-2023

#### Competizioni internazionali
- AFC Champions League Two: 1

Sharjah: 2024-2025